# Toshiki Sakai
Toshiki Sakai (født 18. september 1993) er en japansk fodboldspiller.
Han har spillet for flere forskellige klubber i sin karriere, herunder Blaublitz Akita.